# Aqua Velva

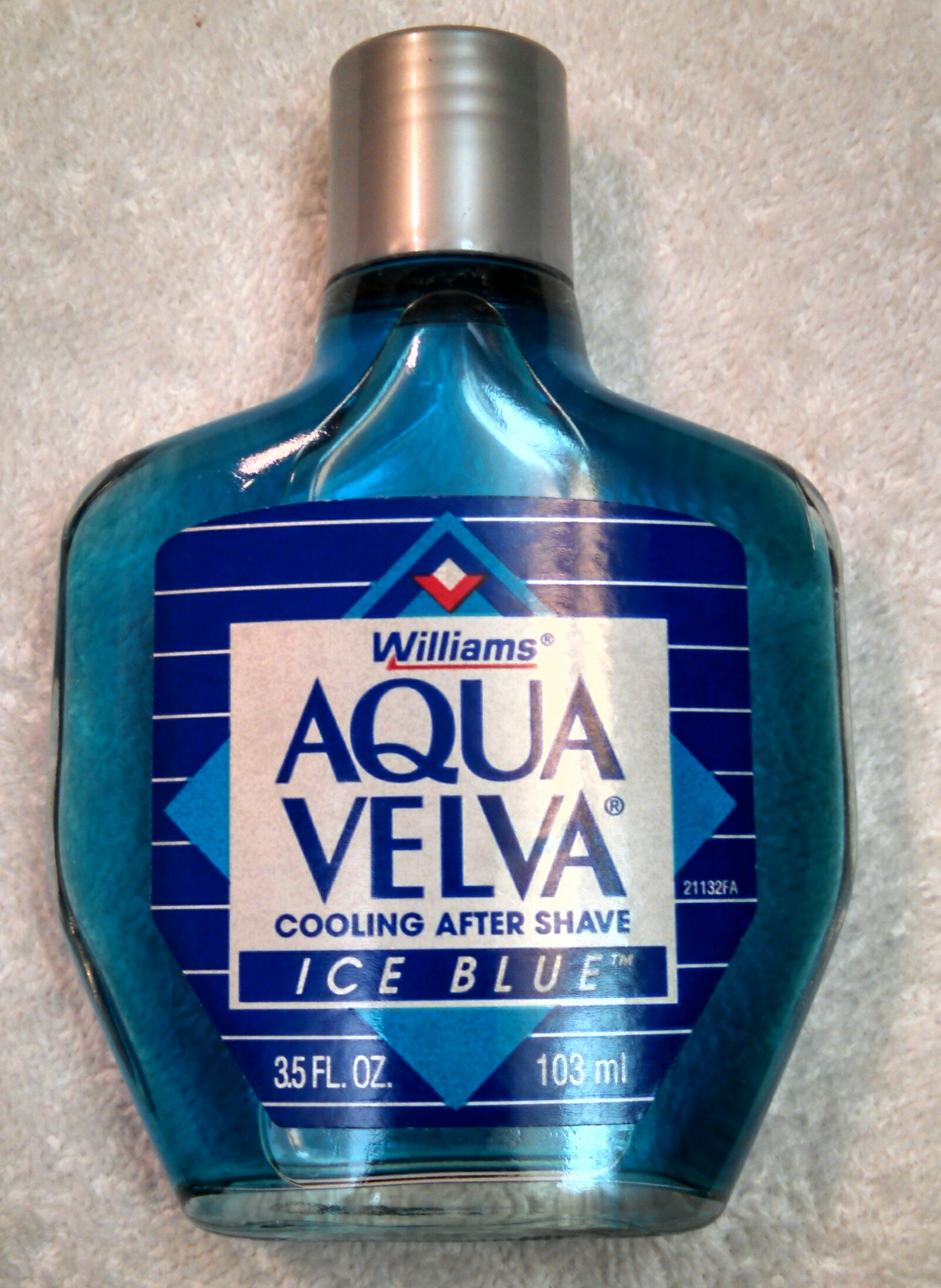
Aftershave Aqua Velva, Flasche mit 3,5 fl. oz. (etwa 100 ml) aus den frühen 2000ern

Aqua Velva ist eine amerikanische Marke für Herren-Pflegeprodukte. Das bekannteste Produkt ist das Aftershave „Ice Blue“, welches 1917 von der JB Williams Company auf den Markt gebracht wurde.

## Geschichte
Aqua Velva wurde 1917 von der JB Williams Company als Marke geschützt 1939 wurde Aqua Velva in einer Anzeige für eine Verwendung vor und nach der Elektrorasur beworben. 1957 wurde Aqua Velva mit dem Slogan „Ice Blue Aqua Velva 'gives your skin a drink“ beworben.  1982 kam die Marke durch den Verkauf der JB Williams Company für 100 Mio. US-Dollar zur Beecham Group, einem Pharmaunternehmen. SmithKline erwarb die Marke mit dem Kauf von Beecham im Jahr 1989. Aqua Velva gehörte ab dem Jahr 2000 GlaxoSmithKline bis zum Verkauf an das Unternehmen Combe Incorporated im Jahr 2002. Seit 2016 wird es von der Combe Incorporated und Unilever (ehemals Sara Lee) auch in Europa vermarktet. Zu den Aqua Velva-Produkten gehören Classic Ice Blue, Ice Sport und Musk sowie Original Sport (nur in Kanada erhältlich). Das Classic Ice Blue dient als Originalversion von Aqua Velva.
2010 begann die Combe Incorporated mit dem Verkauf von Aqua Velva in ausschließlich bruchsicheren Plastikflaschen. Zuvor wurde das Produkt stets in Glasflaschen ausgeliefert. Es wurde angegeben, dass die Änderung auf Kundenwunsch erfolgte und dass die neue Kunststoffverpackung das gleiche Produkt ohne Rezepturänderungen enthält.

## Rezeption

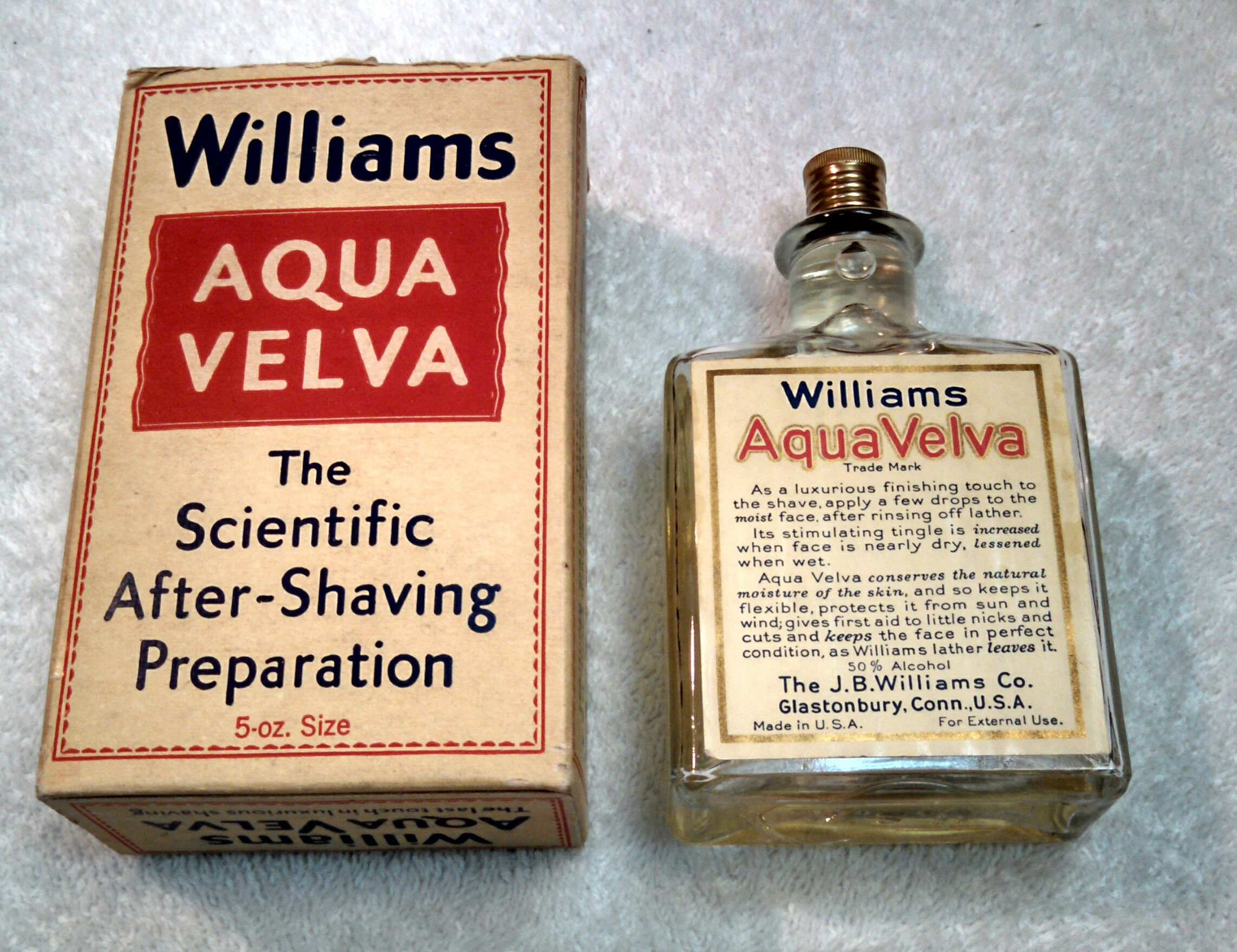
Aqua Velva in den 1930ern

Im autobiographisch geprägten Kriegsroman The Thin Red Line von James Jones wird während der Schlacht um Guadalcanal hinter den Linien ein PX store eingerichtet, der genau zwei Produkte führte: Barbasol Rasierschaum und Aqua Velva Rasierwasser. Innerhalb von sieben Stunden war der gesamte Aqua-Velva-Vorrat ausverkauft, während noch jede Menge Barbasol zu haben war. Grund dafür war der hohe Alkoholgehalt von Aqua Velva: gemixt mit Grapefruit-Saft aus Büchsen schmeckte das Rasierwasser passabel und sorgte für einen „soliden Rausch“ der ganzen Kompanie des Erzählers. Später wurde der Alkohol in Aqua Velva mit Denatoniumbenzoat vergällt.
In Anspielung an die blaue Farbe gibt es einen Cocktail mit dem Namen Aqua Velva welcher aus Wodka, Gin, Lemon-Lime und Blue Curaçao besteht. Dieser wird unter anderem in dem Film Zodiac – Die Spur des Killers thematisiert als das Lieblingsgetränk des Autors Robert Graysmith.

## Website
- Offizielle Website